# اندیس زیرکونیوم ساحلی چابهار
زیرکونیوم ساحلی چابهار یک اندیس غیرفلزی است که در  استان سیستان و بلوچستان قرار دارد و مادهٔ معدنی موجود در آن، زیرکونیوم است.سنگ میزبان این اندیس ماسه ای ساحلی دریای عمان است و دیرینگی آن به دوران عهد حاضر می‌رسد. 